# Georgetown, Vermilion County, Illinois
Georgetown är en ort i Vermilion County i delstaten Illinois, USA.